# Marie Lundquist
Marie Lundquist (ur. 26 maja 1950) – szwedzka poetka, dziennikarka, eseistka i tłumaczka.
Marie Lundquist posiada tytuł licencjata. Kształciła się na bibliotekarkę i pracowała w tym zawodzie przez kilkanaście lat. Debiutowała tomikiem poezji Jag går runt och samlar in min trädgård för natten w 1992. Uznawana za jedną z najbardziej interesujących i oryginalnych szwedzkich pisarek. Z jej tekstów bije prostota, oszczędność stylu, a zarazem pewność wypowiedzi.
Mieszka w Sztokholmie.

## Twórczość
- 1992 – Jag går runt och samlar in min trädgård för natten
- 1993 – Brev till de sovande
- 1995 – Astrakanerna
- 1997 – Istället för minne
- 1999 – En fabel skriven på stenar, w polskim przekładzie opublikowane w 2015 pod tytułem Pisane na kamieniach w tłumaczeniu Zbigniewa Kruszyńskiego.
- 2002 – En enkel berättelse
- 2005 – Monolog för en ensam kvinna
- 2007 – Drömmen om verkligheten – fotografiska reflektioner
- 2008 – De dödas bok
- 2013 – Så länge jag kan minnas har jag varit ensam
- 2017 – Dikten är tanken som far genom hjärtat och spränger det

## Nagrody i wyróżnienia
- 1993 – Stig Carlson-priset
- 1995 – Tidningen Vi:s litteraturpris
- 1996 – Guldprinsen
- 1997 – De Nios Vinterpris
- 1999 – Karin Boyes litterära pris
- 2000 – Gerard Bonniers lyrikpris
- 2002 – Nagroda Poetycka Szwedzkiego Radia
- 2008 – De Nios lyrikpris[4]
- 2013 – Stipendium ur Lena Vendelfelts minnesfond
- 2015 – Aspenströmpriset